# 1. FC Vítkovická nemocnice BMA 1853
1. Football Club Vítkovická nemocnice Blahoslavené Marie Antoníny 1853 byl český fotbalový klub z ostravského městského obvodu Vítkovice, naposled hrající v sezóně 2003/04 I. A třídu Moravskoslezského kraje (6. nejvyšší soutěž).
V roce 2004 byl klub přesunut do Čeladné, kde byl následně sloučen s FK Čeladná do nově vytvořeného klubu SK Beskyd Čeladná.

## Umístění v jednotlivých sezonách
Zdroj: 
Legenda: Z - zápasy, V - výhry, R - remízy, P - porážky, VG - vstřelené góly, OG - obdržené góly, +/- - rozdíl skóre, B - body, červené podbarvení - sestup, zelené podbarvení - postup, fialové podbarvení - reorganizace, změna skupiny či soutěže
| Česko (2003 – 2004) |                                            |        |    |    |   |    |    |    |     |    |        |
| Sezóny              | Liga                                       | Úroveň | Z  | V  | R | P  | VG | OG | +/- | B  | Pozice |
| 2003/04             | I. A třída Moravskoslezského kraje – sk. A | 6      | 26 | 10 | 4 | 12 | 40 | 57 | -17 | 34 | 9.     |